# Love (The-Cult-Album)
Love ist ein Album der britischen Rock-Band The Cult. Das Album wurde im Jahre 1985 vom Label Beggars Banquet Records veröffentlicht. Die Platte wurde in fast 30 Ländern weltweit auf den Markt gebracht und verkaufte sich ca. 2,5 Millionen Mal. Mit dieser Platte erreichte The Cult ihren kommerziellen Durchbruch in England und in den USA, wobei der Erfolg größtenteils weltweit erzielt wurde. In den USA blieb das Album Kritikern zufolge unterschätzt.

## Wissenswertes
Das Album wurde im Jacob’s Studio in Farnham, Surrey, zwischen Juli und August 1985 aufgenommen.
Etliche europäische CD-Veröffentlichungen, wie auch die kanadische und australische Veröffentlichung, enthielten zwei Bonustracks: Little Face (Track 4) und Judith (Track 11).
Das Album wurde im Jahre 2000 und 2009 in verschiedenen Varianten remastered und neu veröffentlicht.

## Rezeption
Eduardo Rivadavia von Allmusic schrieb, das Album profitiere von einem „wunderbaren Sinn für Freiräume.“ Er nannte Love den „reinsten Moment“ von The Cult. Er vergab vier von fünf Sternen.

## Titelliste
1. Nirvana  – 5:24
2. Big Neon Glitter  – 4:45
3. Love – 5:35
4. Brother Wolf, Sister Moon  – 6:49
5. Rain – 3:55
6. The Phoenix – 5:06
7. Hollow Man – 4:45
8. Revolution – 5:20
9. She Sells Sanctuary – 4:23
10. Black Angel – 5:22